# By the Way
By the Way – ósmy album studyjny zespołu Red Hot Chili Peppers wydany 9 lipca 2002 za pośrednictwem Warner Bros. Records. Album sprzedał się w nakładzie 282 000 kopii w ciągu pierwszego tygodnia od premiery i uplasował się na 2. miejscu listy Billboard 200. Z albumu pochodzi kilka singli – "By the Way", "The Zephyr Song", "Can't Stop", "Dosed" i "Universally Speaking". Tematyka tekstów na By the Way odchodzi od tego, co zespół prezentował na poprzednich albumach – jak powiedział Kiedis, "do tekstów podszedłem w sposób refleksyjny i szczery". 
Album zdaniem krytyków muzycznych jest odejściem od poprzednich dokonań zespołu, jest też ceniony za rozbudowaną, skomplikowaną melodię oraz za umiejętne tłumienie emocji ze strony członków zespołu. John Frusciante, ówczesny gitarzysta grupy, napisał znaczącą część muzyki na album, opracował riffy i struktury - zarówno basowe jak i akustyczne. Zmienił również sposób i harmonogram procesu nagrywania: "jego ciepła, pewna gra na gitarze oraz jego doskonale zharmonizowany wokal wspierający królowały tym razem". By the Way nie zawiera dużej ilości nurtów funkowych, w odróżnieniu od poprzednich nagrań zespołu. Frusciante stwierdził, że proces pisania materiału na By the Way był 'jednym z najszczęśliwszych okresów w jego życiu'.

## Kontekst
Po odejściu Frusciante od zespołu w 1992 spowodowanym uzależnieniem od heroiny i kokainy, muzyk udał się na kurację odwykową na początku 1998. Krótko po zakończeniu terapii gitarzysta został poproszony o ponowne dołączenie do Red Hot Chili Peppers. Po kilku miesiącach pisania materiału, nagrywania i produkcji 8 czerwca 1999 zespół wydał Californication. Album sprzedał się w nakładzie 15 milionów kopii na całym świecie i jest największym sukcesem w historii zespołu. Powrót Frusciante został szeroko skomentowany przez krytykę, która uznała album za wielki powrót i odświeżenie stylu zespołu po wydaniu One Hot Minute w 1995. Wydaniu albumu towarzyszyła dwuletnia ogólnoświatowa trasa koncertowa i występy na takich festiwalach jak Woodstock 1999 i Rock in Rio.
Proces pisania materiału na By the Way rozpoczął się tuż po zakończeniu tasy koncertowej promującej Californication, wiosną 2001. Podobnie jak w przypadku Californication, dużą część kreowania albumu miała miejsce w domach członków zespołu a także w innych miejscach, np. w studiu nagraniowym. Kiedis skomentował sytuację: "Zaczęliśmy szukać trochę magii i muzyki i riffów i rytmów, przeprowadzaliśmy też sesje improwizacyjne. Potem wszystko zmiksowaliśmy i dodaliśmy do tego melodię". Frusciante i Kiedis pracowali razem przez kilka dni, dyskutując i porównując struktury utworów, a także obmyślając riffy gitarowe i znaczenie tekstów. Dla Kiedisa "pisanie By the Way było dla mnie zupełnie innym przeżyciem niż Californication. John wrócił do siebie, grał z dużym przekonaniem". Przed rozpoczęciem sesji nagraniowych zespół zdecydował ponownie zatrudnić Ricka Rubina jako producenta nagrania. W przeszłości Rubin gwarantował formacji dowolność w wyborze materiału i jego tematyki; grupa uważała, że jest to niezbędny element potrzebny, by uczynić album unikatowym.

## Pisanie i kompozycja
Kompozycję basową i gitarową opracował Frusciante, konsultując najważniejsze elementy z basistą grupy. Z tego powodu zespół obrał inny kierunek nagrań do albumu. Frusciante starał się utrzymać przejmującą, emocjonalną atmosferę podczas nagrywania. Czerpiąc inspirację z dokonań takich muzyków jak Vini Reilly i John McGeoch, Frusciante stworzył oryginalny dźwięk, używając rozmaitych efektów gitarowych (np. wah-wah) i melotronu.
Kiedis był zainspirowany miłością, swoją partnerką oraz emocjami, jakie towarzyszą zakochaniu się. Piosenki takie jak "Body of Water", "Someone", "By the Way", "I Could Die for You" i "Warm Tape" zawierają szereg odnośników i aluzji do miłości. Dużą rolę w pisaniu materiału miały narkotyki (Kiedis zaprzestał zażywania heroiny w grudniu 2000). Utwory takie jak "This Is the Place", "Don't Forget Me" i "Dosed" są wyrazem niechęci wokalisty do używek i mówią o psychicznym i emocjonalnych skutkach, jakie wywarły na Kiedisie. W "This Is the Place" wspomniany jest Hillel Slovak a także opisana jest sytuacja, w której będący pod wpływem narkotyków Kiedis zapomniał o pogrzebie gitarzysty: "W dniu, w którym mój przyjaciel umarł ja nie umiałem być czysty". "Venice Queen" została skomponowana jako oda dziękczynna dla terapeuty Kiedisa, Glorii Scott, która umarła niedługo po powrocie wokalisty z terapii do domu w Venice Beach. Utwór opłakuje jej śmierć nazywając ją "bolesną stratą": "We all want to tell her/Tell her that we love her/Venice gets a queen/Best I've ever seen".
By the Way odchodzi od stylów muzycznych prezentowanych przez Red Hot Chili Peppers na poprzednich albumach, zawiera jednak kilka funkowych piosenek. "Can't Stop" jest uważana za jedyną piosenkę z albumu zawierająca znak firmowy zespołu tj. krótkie rapowane wersy. "Throw Away Your Television" nie posiada szybko śpiewanych wersów, zawiera jednak typowo funkową linię basową ukrywającą ślady rocka psychodelicznego z charakterystycznym przesterem pomiędzy zwrotkami i refrenem. "On Mercury" zawiera partię Balzary'ego zagraną na trąbce. "Cabron", jedyny utwór na płycie grany jedynie na gitarze akustycznej, został zainspirowany muzyką latynoską. "Tear" posiada partię zagraną na pianinie, zaś "Warm Tape" został skomponowany niemal jedynie za pomocą keyboardu.
Pod względem technicznym, Red Hot Chili Peppers używają elementów w celu zniekształcenia i modyfikacji partii wokalnych i instrumentalnych. Na nagraniach do "Don't Forget Me" użyto melotronu i wah-wah, zastosowano efekt echa w celu wytworzenia emocjonalnej, romantycznej atmosfery. W utworze "Minor Thing" Frusciante użył efektu Big Muff w partii solowej. Wokal wspierający gitarzysty, obecny na Californication, jest obecny w niemal każdym utworze na By the Way.

## Wydanie
| Data wydania | Wytwórnia            | Format            | Numer katalogowy |
| ------------ | -------------------- | ----------------- | ---------------- |
| 9 lipca 2002 | Warner Bros. Records | CD                | 48140            |
| 2002         | Warner Bros. Records | płyta gramofonowa | 48140            |
| 2006         | Rhino Records        | CD                | 9362442342       |
| 2007         | Warner Bros. Records | CD                | 12313            |

Na początku lipca 2002 Red Hot Chili Peppers opublikował deklarację: "Pozdrowienia ze świata niewidzialnych kształtów i kolorów. Muzyka na tym albumie rozwinęła naszą kreatywność i poszerzyła nasze horyzonty. Uczyniła nas większymi. Dziękujemy za słuchanie albumu tam i takimi jakimi jesteście". Chad Smith powiedział, że By the Way jest "szczery, surowy, zawierającą przejmującą, emocjonalną muzykę. Jest to bardzo dynamiczny, bogaty w dźwięki, bujny album. Prawdopodobnie najlepszy zestaw piosenek, jaki kiedykolwiek nagraliśmy". Album był intensywnie promowany przez Warner Bros. Records w pierwszych dwóch kwartałach 2002, głównie w internecie, w celu zniechęcenia słuchaczy do ściągania albumu z internetu. Wytwórnia zainicjowała kampanię pt. "A Song A Day". Program ten, rozpoczęty 21 czerwca 2002, zakładał wydawanie jednej piosenki z albumu codziennie, aż do ostatecznego wydania. W akcji wzięło udział ponad 150 stacji radiowych i telewizyjnych, w tym MTV, VH1, a także iTunes i producenci telefonów komórkowych. AOL uznał Red Hot Chili Peppers za "Artystę miesiąca" w czerwcu, wydając w internecie bezpłatne wywiady i koncerty zespołu; wydany został również singel "By the Way" w formacie MP3 w cenie 99 centów; na aukcję charytatywną wystawione zostały bilety na koncert Red Hot Chili Peppers w Japonii w listopadzie 2002.
By the Way został wydany w formacie CD i LP 9 lipca 2002 za pośrednictwem Warner Bros. Records. W ciągu pierwszego tygodnia sprzedaży, album sprzedał się w nakładzie 281 948 kopii w Stanach Zjednoczonych oraz 1.8 miliona na całym świecie. Nagranie zdobyło status platynowej płyty 26 października 2002. W Polsce album uzyskał certyfikat złotej płyty. Z płyty pochodzi pięć singli, spośród których największym sukcesem komercyjnym okazał się "By the Way" – uplasował się na 2. miejscu listy UK Singles Chart oraz na 1. Mainstream Rock Tracks i Modern Rock Tracks. Pomimo tego, że By the Way sprzedał się w mniejszym nakładzie niż Californication, album osiągnął 2. miejsce na liście Billboard 200, jedną pozycję wyżej niż Californication. Album zadebiutował na 1. miejscu w Wielkiej Brytanii, Szwajcarii, Nowej Zelandii, Austrii i Szwecji, a także na 2. miejscu we Francji. W marcu 2006 wszystkie albumy Red Hot Chili Peppers zostały udostępnione w iTunes Store. By the Way został opublikowany z dwoma wcześniej niewydanymi utworami ("Runaway" i "Bicycle Song"). Oryginalnie wydane utwory nie zostały zmasterowane, choć nowo dodane tytuły owszem.

## Przyjęcie przez krytykę

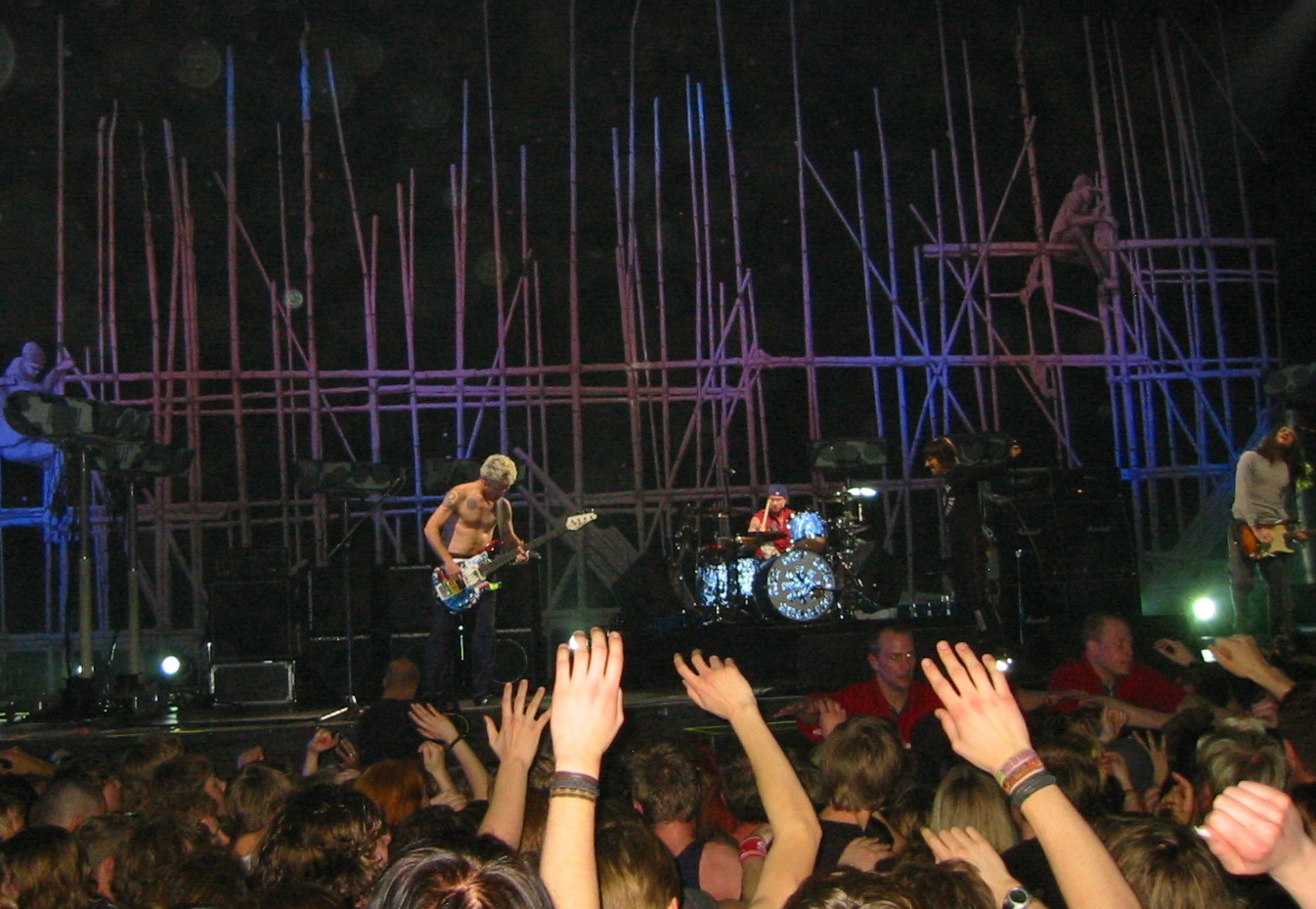
Red Hot Chili Peppers w trakcie koncertu w Sztokholmie w 2003

W przeważającej części album został pozytywnie oceniony przez krytykę, która chwaliła By the Way za melodyjność i złożoność struktur zastosowanych na płycie. Zac Johnson z serwisu AllMusic stwierdził, że album jest "wyrafinowany, skomplikowany... Peppers nie wyrzekli się swojej niesamowitej energii i radości z życia, a także pasji, uniwersalnej miłości i (rzecz jasna) żądzy". Rolling Stone nazwał album "niesamowicie melodyjnym" oraz "niemal idealnie balansującym materiałem pomiędzy brukowym plugastwem a ponadartystyczną inspiracją" oraz porównał go do Pet Sounds The Beach Boys. Mojo pochwalił nagranie i nazwał go "najlepszym od czasu Blood Sugar Sex Magik". Magazyn Q nazwał album "fantastycznym nagraniem" i dał By the Way pięć gwiazdek w pięciostopniowej skali. Kimberly Mack z serwisu PopMatters napisała, że album "...bardziej skomplikowany, bogaty dźwięk, który mógł stworzyć jedynie dzisiejszy skład Peppers", oraz że teksty Kiedisa są "bardziej osobiste niż kiedykolwiek". W opinii Mack Frusciante jest "wielkim muzycznym talentem i niezaprzeczalnie lekarstwem na wszystkie muzyczne problemy dla Chili Peppers".
Pomimo licznych pochwał, część krytyków podeszła sceptycznie do albumu. Piero Scaruffi nazwał go "zbyt mainstreamowym". Blender nazwał go "sequelem Californication, kopią nie do odróżnienia", nazywając By the Way "Californication 2". Magazyn skrytykował Red Hot Chili Peppers za "brak kreatywności i pozostawanie w takim samym dźwięku przez długi okres". Niektóre gazety, jak np. The Village Voice za zbyt duże starania w kierunku odmiany swojego stylu. Entertainment Weekly pochwalił By the Way jako bardziej wytworny, będący owocem świetnej współpracy, skrytykował jednak zespół za stonowanie albumu i niewykorzystanie całej swojej energii, za bycie "bardziej zafascynowanym tym, co ma to symbolizować, a nie tym, co to właściwie jest".
Allmusic stwierdził, że singel "By the Way" łączy "żywiołowy funk rodem z Hollywood, elegancką harmonię, trochę śpiewki nt. dziewczyn, kobiet i miłości i trochę włóczenia się po ulicach w środku lata". Rolling Stone napisał, że w "The Zephyr Song" "zespół był blisko przedstawienia klimatu Kalifornii w pełnej krasie". "Midnight" został doceniony przez wiele magazynów i serwisów muzycznych. Został wybrany jako jeden z "Allmusic Track Picks" z By the Way. Kimberly Mack z Pop Matters napisała, że tekst utworu jest "przyjazny hipisom" oraz "wywołuje obrazy szalonych T-shirtów oraz radia AM". Mack uznała piosenkę "Venice Queen" za "arcydzieło... wokal wspierający Frusciante jest niespotykanie piękny".

## Trasa koncertowa
Po raz pierwszy utwory z albumu został zaprezentowane na wyspie Ellis w Nowym Jorku. Sponsorem koncertu była stacja radiowa WXRK, która nadała występowi tytuł "Pep Rally". Zespół zagrał osiem utworów z By the Way oraz hity z Californication i Blood Sugar Sex Magik. New York Post nazwał występ "jednym z najlepszych koncertów roku". Miejsce koncertu zostało wybrane z zamierzeniem przywrócenia Nowemu Jorkowi miana "Stolicy Kultury" po atakach z 11 września. Cały dochód z biletów został przekazany na cele charytatywne. Niebawem Red Hot Chili Peppers wyruszył na ogólnoświatową trasę koncertową promującą album. Trasę rozpoczęto w Europie; w jej ramach zespół wystąpił m.in. na Coachella Valley Music and Arts Festival i Fuji Rock Festival. Grupa zakońćzyłą europejski etap trasy wioną 2003, by 1 maja rozpocząć etap amerykański. Formacja zagrała 3 czerwca 2003 koncert w Madison Square Garden w Nowym Jorku; sprzedano wszystkie bilety, a zespół otrzymał pozytywne oceny od krytyków. Kelefa Sanneh z The New York Times napisała: "we wtorkową noc Red Hot Chili Peppers zawitali do Madison Square Garden, by dać niezwykły dwugodzinny koncert...w trakcie "Don't Forget Me" Flea pomylił akordy, a Frusciante dał boską partię solową, która syczała i bulgotała jak reakcja chemiczna". Amerykański etap trasy zakończył się 21 czerwca; działalność zespołu została zawieszona na kilka tygodni do występu w Slane Castle 23 sierpnia dla 80-tysięcznej publiczności. 17 listopada 2003 wydano w formacie DVD zapis tego koncertu – Live at Slane Castle, który został drugim DVD w historii grupy, po Off the Map.
Po występach w Australii i Japonii Red Hot Chili Peppers planowali zagranie trzech koncertów w Hyde Parku. Sprzedano 240 000 biletów, ok. 80 000 na każdy z koncertów 19, 20 i 25 czerwca. Imprezy te stały się najbardziej dochodowymi w historii rozgrywanymi na jednej arenie (wpływy z biletów osiągnęły ok. 17 milionów dolarów). W związku z sukcesem i popularnością koncertów, grupa wydała Live in Hyde Park w Europie, Australii, Japonii i Nowej Zelandii. W 2004 zespół zagrał na Konwencji Partii Demokratów (ang. Democratic National Convention) w celu popularyzacji i poparcia swoich poglądów politycznych; Kiedis pod koniec występu powiedział "Róbcie co do was należy". Jednym z ostatnich koncertów trasy był występ na festiwalu Rock am Ring.

## Oprawa artystyczna
Autorem wszystkich ilustracji oraz opiekunem strony artystycznej albumu jest Julian Schnabel. Kobietą przedstawioną na okładce jest Stella Schnabel, córka Juliana i ówczesna partnerka Frusciante. Niektóre strony poligrafii dołączonej do albumu oraz singla "By the Way" zawierają ilustracje przedstawiające głowę kozła. W poligrafii zawarta jest również czarno-biała fotografia przedstawiająca zespół na zdewastowanym polu uprawnym.
Poligrafia jest przepełniona rysunkami przedstawiającymi trawę, rośliny, gwiazdy i podobnych do siebie obiektów, umieszczonych w zabrudzonych komputerowo miejscach w rogach stron. Okładki singli "The Zephyr Song" i "Can't Stop" zawierają jednakowe tło, ustawione jednak pod innym kątem. Teksty By the Way napisane ręcznie różową czcionką przez Kiedisa, umieszczone są na górze krajobrazu.

## Wyróżnienia
| Publikacja    | Kraj            | Wyróżnienie                                             | Rok  | Miejsce |
| ------------- | --------------- | ------------------------------------------------------- | ---- | ------- |
| Q             | Wielka Brytania | 20 najlepszych albumów z okresu istnienia Q (1986-2006) | 2006 | 16      |
| Q             | Wielka Brytania | The Ultimate Music Collection                           | 2005 | *       |
| Rolling Stone | Niemcy          | 100 najlepszych albumów od jesieni 1994                 | 2003 | 71      |
| Rolling Stone | Niemcy          | 500 utworów wszech czasów                               | 2004 | 304     |

(*) oznacza listy nienumerowane

## Lista utworów
Wszystkie utwory autorstwa Red Hot Chili Peppers.
1. "By the Way" – 3:37
2. "Universally Speaking" – 4:19
3. "This Is the Place" – 4:17
4. "Dosed" – 5:12
5. "Don't Forget Me" – 4:37
6. "The Zephyr Song" – 3:52
7. "Can't Stop" – 4:29
8. "I Could Die for You" – 3:13
9. "Midnight" – 4:55
10. "Throw Away Your Television" – 3:44
11. "Cabron" – 3:38
12. "Tear" – 5:17
13. "On Mercury" – 3:28
14. "Minor Thing" – 3:37
15. "Warm Tape" – 4:16
16. "Venice Queen" – 6:07

### Bonusowy utwór dostępny na japońskiej wersji albumu
1. "Time" – 3:47

### Utwory bonusowe dostępne na iTunes
1. "Runaway" – 4:30
2. "Bicycle Song" – 3:23

### Strony B i utwory niewykorzystane
| Song                              | Length | B-side of              |
| --------------------------------- | ------ | ---------------------- |
| "Time"                            | 3:47   | "By the Way"           |
| "Teenager in Love" (Pomus/Shuman) | 3:01   | "By the Way"           |
| "Body of Water"                   | 4:41   | "The Zephyr Song"      |
| "Someone"                         | 3:24   | "The Zephyr Song"      |
| "Out of Range"                    | 3:58   | "The Zephyr Song"      |
| "Rivers of Avalon"                | 3:39   | "The Zephyr Song"      |
| "Slowly Deeply"                   | 2:38   | "Universally Speaking" |
| "Eskimo"                          | 5:31   | "Fortune Faded"        |
| "Bunker Hill"                     | 3:29   | "Fortune Faded"        |

## Pozycje na listach przebojów

### Album
| Lista          | Pozycja |
| -------------- | ------- |
| Billboard 200  | 2       |
| UK Top 40      | 1       |
| Swedish Top 60 | 1       |
| New Zealand    | 1       |
| Austria        | 1       |
| France         | 2       |
| Finland        | 1       |
| Switzerland    | 1       |

### Single
| Rok  | Utwór                  | Pozycja    | Pozycja        | Pozycja              | Pozycja   | Pozycja     | Pozycja |
| Rok  | Utwór                  | US Hot 100 | US Modern Rock | US Main- stream Rock | UK Top 40 | Aust- ralia | Francja |
| ---- | ---------------------- | ---------- | -------------- | -------------------- | --------- | ----------- | ------- |
| 2002 | "By the Way"           | 34         | 1              | 1                    | 2         | 6           | 29      |
| 2002 | "The Zephyr Song"      | 49         | 6              | 14                   | 11        | 21          | 90      |
| 2003 | "Can't Stop"           | 57         | 1              | 15                   | 22        | 38          | 68      |
| 2003 | "Dosed"                | —          | 13             | —                    | —         | —           | —       |
| 2003 | "Universally Speaking" | —          | —              | —                    | 27        | —           | —       |

## Skład
- Anthony Kiedis – śpiew
- John Frusciante – gitara, wokal wspierający, keyboard, syntezator
- Flea – gitara basowa, wokal wspierający
- Chad Smith – perkusja
- Rick Rubin – producent, inżynier dźwięku
- Julian Schnabel i Red Hot Chili Peppers – oprawa artystyczna
- Vladimir Meller – mastering